# Gellertstraße 2 (Magdeburg)

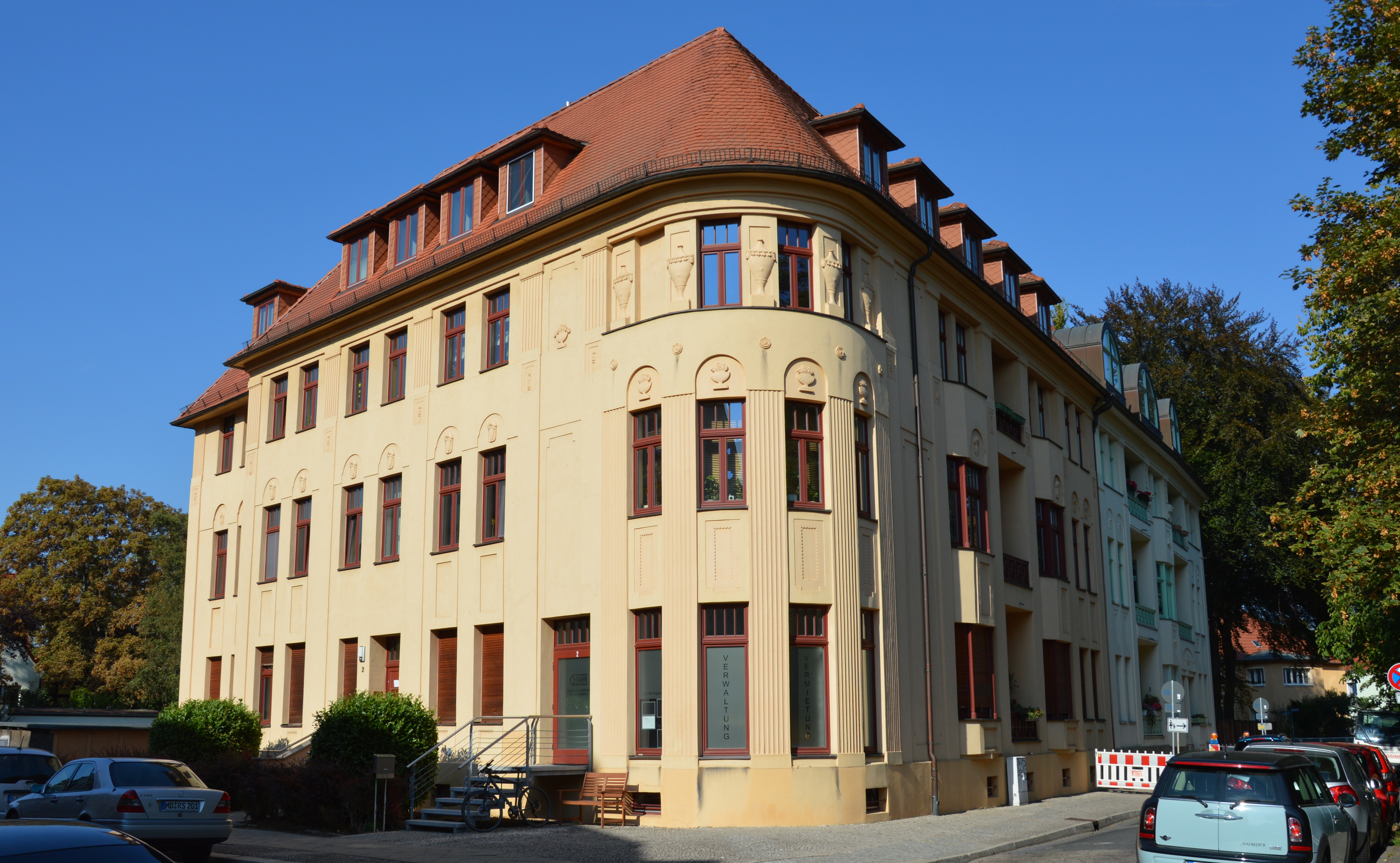
Haus Gellertstraße 2

Das Haus Gellertstraße 2 ist ein denkmalgeschütztes Wohnhaus in Magdeburg in Sachsen-Anhalt.

## Lage
Es befindet sich im Magdeburger Stadtteil Stadtfeld Ost auf der Ostseite der Gellertstraße in einer Ecklage an der Einmündung der Roseggerstraße. Östlich grenzt das gleichfalls denkmalgeschützte Haus Roseggerstraße 1 an.

## Architektur und Geschichte
Das dreigeschossige Wohnhaus wurde im Jahr 1914 vom Architekten und Maurermeister Erich Glimm errichtet. Die Fassade des verputzten Baus ist leicht plastisch und mit Stuck verziert. So finden sich Vasen und Pokale darstellende Reliefs. Die Gestaltung weist Elemente des Neoklassizismus auf. Nach Süden zur Roseggerstraße hin bestehen zwei flache polygonale Erker, dazwischen sind Loggien angeordnet. Die beiden äußersten Achsen des Gebäudes treten jeweils etwas zurück. Bedeckt ist das Haus mit einem Walmdach.
Das Gebäude gilt aufgrund seiner markanten Ecklage als prägend das Straßenbild.
Im örtlichen Denkmalverzeichnis ist das Wohnhaus unter der Erfassungsnummer 094 76770 als Baudenkmal verzeichnet.